# Pteropus lylei
Pteropus lylei es una especie de murciélago de la familia Pteropodidae.

## Distribución geográfica
Se encuentra en Camboya, Tailandia y Vietnam.